# Bodianus unimaculatus
Bodianus unimaculatus е вид лъчеперка от семейство Labridae.

## Разпространение
Видът е разпространен в Австралия, Нова Зеландия, Остров Норфолк, Френска Полинезия и Чили.